# Obvio
Obvio!  Automotoveículos S.A. (Eigenschreibweise Obvio!) ist ein Automobilhersteller aus Duque de Caxias in Brasilien. Übersetzt bedeutet der Markenname so viel wie „Na, klar!“ oder „Offensichtlich!“.

## Beschreibung
Das Unternehmen wurde im Jahr 2001 in Duque de Caxias (Bundesstaat Rio de Janeiro) gegründet. Ziel war es, ein technologisch hoch entwickeltes Stadtfahrzeug herzustellen, das in Technik und Vertrieb alle Möglichkeiten der modernen Informationstechnologie nutzen sollte. Als Produktionsziel wurden zunächst 10.000 Fahrzeuge pro Jahr ausgegeben.
Der industrielle, technische und logistische Aufwand sollte dabei durch ein Outsourcing von verschiedenen Unternehmen getragen werden. Geplant war die Verwendung von Zweizylindermotoren von Weber mit 750 cm³ und 40 kW (oder mit Turbolader und 96 kW). Später fiel die Wahl auf einen inländischen Tritec-Motor mit 1,6 l Hubraum und 114 PS. Die Karosserie aus glasfaserverstärktem Kunststoff sollte von MVC geliefert werden. Chassis und Fahrgestelle sollten aus elliptischen Niess-Ringen bestehen, die 1977 vom brasilianischen Luftfahrtingenieur Marc William Niess patentiert worden waren. Das Design wurde wiederum Anísio Campos anvertraut, der zu den vier Eigentümern des Unternehmens gehörte.

## Modelle
Die bisherige Modellgeschichte wurde durch zahlreiche, hinsichtlich der geplanten Produktionszahlen sehr vollmundige Ankündigungen und nur wenige tatsächlich hergestellte Exemplare geprägt.

### 828/2
Ab 2003 war zunächst die monatliche Produktion von 50 Kleinwagen des Typs 828/2 geplant. Es handelte sich dabei um eine modernisierte Version des von Campos entwickelten Dacon 828. Der 2,65 m lange 828/2 basierte auf Volkswagen-Technik (1,6-l-Motor und Vierganggetriebe wie im Dacon) und wies gegenüber dem Dacon kleinere optische Veränderungen auf. Das Fahrzeug wurde 2004 mit dem 18. Design-Preis des Museu da Casa Brasileira (2004) ausgezeichnet.
Anstelle des Produktionsbeginns folgte eine vollständige Umgestaltung des 828/2. Dabei wurde die Volkswagen-Motorentechnik durch Tritec ersetzt und das Chassis neu konstruiert. Die augenfälligsten Änderung waren die Scherentüren und eine aufgewertete Innenausstattung, u. a. mit einem Computer, der permanent mit dem Internet verbunden sein sollte. Ein entsprechender Prototyp wurde auf Messen in den USA ausgestellt. Als voraussichtlicher Kaufpreis wurde die Summe von 14.000 USD genannt.
Zur Produktion bestehen widersprüchliche Angaben. Während Muzar ab bzw. für 2005 eine Jahresproduktion von 600 Stück angibt, hatte Obvio laut Scharinger bis zum Jahr 2007 weder die Produktion noch den angekündigten Export in die USA aufgenommen. Es wurde aber bereits ein Export nach Europa angekündigt.

### Prototyp 012
Mit dem 012 wurde ein weiteres Studie präsentiert, das ebenfalls von Anísio Campos gestaltet worden war. Dieses 3,05 m lange Fahrzeug hatte einen stärkeren Motor (163 PS) und ein Sechsganggetriebe. Der Produktionsbeginn war für Ende 2005 geplant und sollte durch den Verkauf der 828/2-Modelle ermöglicht werden.
Im November 2005 wurde der erste, allerdings leicht veränderte Prototyp des 012 in realer Größe offiziell vorgestellt. Dieser Prototyp war bis 2007 immer noch nicht fahrbereit.

### 828H / 828E
Im Jahr 2006 wurden Elektrofahrzeuge auf Basis des 828 und 012 für den Export nach Nordamerika angekündigt. Dazu wurde eine strategische Partnerschaft mit dem US-Hersteller ZAP geschlossen, der als exklusiver Händler vorab 50.000 Fahrzeuge bestellt hatte.
Im Oktober 2009 kündigte das Unternehmen die Übernahme durch das Unternehmen Vrooom! Veículos Elétricos an, das jedoch von den gleichen Eigentümern wie Obvio geleitet wurde.
In der Folge wurde geplant, ein Hybridmodell namens 828H in drei Versionen mit 70, 140 oder 200 PS herzustellen, das eine Reichweite von 500 km haben und in 4 Sekunden von 0 auf 100 km/h beschleunigen sollte. Als Produktionsziel wurden für die erste Phase 10.000 Einheiten pro Jahr und später 70.000 Fahrzeuge vorgegeben.
In den Jahren 2014 und 2015 sollte die Produktion des 828H durch den Buggy-Hersteller Wake Motors in dessen Werk in São José dos Pinhais beginnen. Für den Vertrieb über ein Leasingsystem wurde das gemeinsame Unternehmen DirijaJa gegründet, an dem auch ein britisches Investmentunternehmen beteiligt ist.
Im Jahr 2015 wurde das Modell in 828E umbenannt.